# Ерроухед-Стедіум
39°02′56″ пн. ш. 94°29′02″ зх. д. / 39.048888888889° пн. ш. 94.483888888889° зх. д.
Ерроухед-Стедіум (англ. Arrowhead Stadium) — стадіон, розташований у місті Канзас-Сіті, штат Міссурі, США. Арена приймає домашні матчі команди НФЛ «Канзас-Сіті Чіфс» і є частиною «Спортивного комплексу ім. Трумана» (англ. Truman Sports Complex). Максимальна місткість — близько 76,000 осіб. Кошторис на момент закінчення будівництва (1972 рік) склав 43 мільйона доларів.